# Kurt Elling
Kurt Elling (2. listopadu 1967 Chicago, USA) je americký jazzový zpěvák, skladatel a textař.
Od prvních jazzových nahrávek u poloviny 90. letech 20. století byl devětkrát nominován na Grammy Award, kterou ale získal za nejlepší vokální jazzové album až v roce 2009 za desku "Dedicated to You". V anketě časopisu Down Beat pravidelně vede anketu kritiků a je považován za nejlepšího jazzového zpěváka současnosti.